# 大王滩水库
大王滩水库位于中国广西壮族自治区南宁市邕宁区那马镇，是以发电、防洪、灌溉为主，兼有供水、养殖等功能的大（二）型水库。因坐落于凤凰岭下，又称凤凰湖。
现作为南宁市备用水源地。
2002年被水利部评为国家水利风景区。